# 女神轉生系列
女神转生系列是由冈田耕始、鈴木銀一郎和铃木一也开创的游戏系列與多媒體作品。遊戲系列主要由Atlus开发，IP現由世嘉飒美控股持有。系列首作是1987年的《数字恶魔物语 女神转生》，迄今已衍生出多款子系列。系列以角色扮演游戏为主，但也涵盖战略角色扮演、动作角色扮演和大型多人角色扮演等游戏类型。系列前两作由南梦宫（今萬代南夢宫娛樂）发行，而Atlus从《真·女神转生》起接手系列发行权。日本和北美地区作品由Atlus发行，欧洲地区作品由第三方公司代理发行。
系列首作改编自西谷史的科幻连载小说《数字恶魔物语》，标题“女神转生”为该小说第一卷的副标题。各游戏的情节和角色往往互相独立，但在许多方面有相同之处，如情节旋律阴暗、故事发展会受玩家选择影响、游戏机制类似、可以将生物（恶魔、Persona）招收参战。系列包含有多种哲学宗教元素，同时融入了神秘主义、朋克及早期科幻要素。
在西方國家早年因考量宗教禁忌，故系列早期游戏多未發行歐美版本。出於Atlus對西方市场的营销考量，从《真·女神轉生III－Nocturne》起會为子系列遊戲的西方版本冠上日版標題所沒有的“真·女神转生”名称以利宣傳。系列以艺术路线、系统挑战性和配乐闻名，但因成年内容、阴暗主题和宗教意象而引发争议。系列有改编漫画、动画电影和电视连续剧等跨媒体作品。

## 作品

### 游戏
系列首作是《数字恶魔物语 女神转生》，于1987年9月11日发行。而作品除了主旋律和游戏要素外，基本都没有关联。系列核心作品为女神转生和之后的真·女神转生，女神异闻录和恶魔召唤者等子系列属系列衍生作品。系列亦有独立延伸作品。

#### 主系列
系列前两作为1987年的《数字恶魔物语 女神转生》和《数字恶魔物语 女神转生II》，皆对应红白机平台。两款作品虽无情节联系，但所创的游戏元素和故事机制，奠定了系列的基础。《真·女神转生》和《真·女神转生II》分别于1992和1994年发行，两款皆为超级任天堂作品。
系列在沉寂9年后，于2003年在PlayStation 2上推出《真·女神轉生III－Nocturne》。导演剪辑的“狂热版”于2004年在日本和北美发行，2005在年欧洲发行。美版游戏标题删去了作品编号，欧版标题则改名“真·女神转生：路西法的呼唤”。系列下一部作品任天堂DS游戏《真·女神转生 奇幻旅程》，于2009年在日本发行，2010年在北美发行。《真·女神转生IV》为任天堂3DS游戏，于2013年在日本和北美发行，欧洲区则只有次年推出下载版。《真·女神转生IV Final》延续了前作世界观，于2016年2月发行。
2021年11月11日，Atlus推出《真·女神转生V》，为任天堂Switch平台独占游戏，全球销量现已突破百万份，并于2024年2月宣布即将于同年6月14日推出完整版《真·女神转生V Vengeance》。登陆任天堂Switch、PlayStation、Xbox与Windows（微软商店/Steam）平台，首次实现全平台同步发售，为《真·女神转生》正统作品首次登陆PC及Xbox平台。
除了上述的主要作品外，真·女神转生还有三款衍生游戏。第一款是游戏《真·女神转生if…》，和《真·女神转生II》同年在同平台发行。第二款为《真·女神轉生NINE》，于2002年在Xbox发行。《NINE》起初按大型多人在线角色扮演游戏（MMORPG）设计，但后拆成单机和网络两版，并先行推出单机版。因开发者无力维护Xbox Live联机功能，网络版游戏在延期后取消。Microsoft Windows上的《真·女神转生Imagine》是真正的MMORPG，先后于2007年和2008年在日本和北美运营。时任北美运营商Marvelous USA在2014年关闭PC在线部门，北美区《Imagine》随之停运。

#### 女神異聞錄
女神转生系列中，最大也最具人气的一支是女神异闻录系列。系列首作《女神异闻录Persona》于1996年在日本和北美发行（美版称“Revelations: Persona”）。女神异闻录2的第一部《罪》于1999年在日本发行，第二部《罚》于2000年在日本和北美发行。《女神异闻录3》于2006年在日本发行，2007年在北美发行，2008年在欧洲发行。续作《女神异闻录4》于2008年在日本和北美发行，2009年在欧洲发行。系列第六款游戏《女神异闻录5》2016年在日本發行，2017年在北美和歐洲發行。女神异闻录亦有衍生游戏，当中以《女神异闻录3》和《4》的相关作品居多，这些作品有：正典衍生作《女神異聞錄Q 暗影迷宫》、格斗游戏《女神異聞錄4 終極深夜鬥技場》与续作《無敵究極背橋摔》，以及节奏游戏《女神異聞錄4 通宵热舞》。西方版《女神异闻录3》和《4》皆冠主标题“真·女神转生”，但《女神異聞錄4 終極深夜鬥技場》两部曲和《女神异闻录4 黄金版》为压缩标题长度而例外。

#### 其他旁系游戏
系列除《女神异闻录》外，还有多款类型各异的衍生系列。Atlus在发行《真·女神转生II》后，开始关注制作系列旁系作品。子系列恶魔召唤師首发于1995年，首作为《真·女神轉生 惡魔召喚師
》。之后《惡魔召喚師 靈魂駭客
》于1997年发行；《惡魔召喚師 葛葉雷道 對 超力兵團》和《惡魔召喚師 葛葉雷道 對 亞巴頓王
》则为前传游戏，两款作品设定于1920年代的东京，讲述恶魔召唤师葛叶雷道的故事。2022年3月，Atlus公布《靈魂駭客2》，并定于2022年8月于第八世代主機平台（PlayStation 4、Xbox One）、第九世代主機平台（PlayStation 5、Xbox Series）以及PC版本同步發售。
在《真·女神转生III》发行后不久，Atlus推出《數位惡魔傳說 天魔變》與《數位惡魔傳說 天魔變2》两部曲，游戏系统类似《真·女神转生III》，设计目标为游戏体验亲和化。Atlus在任天堂DS上以“惡魔倖存恶魔召唤师”为题，制作了两款策略角色扮演游戏——《女神異聞錄 惡魔倖存者》和《惡魔倖存者2》。两作后皆强化移植于任天堂3DS。
其他子系列有女神转生外传 最后的圣经
、惡魔之子和魔神转生。
主要独立衍生游戏如《杰克兄弟》和《幻影异闻录♯FE》，后者为女神转生和Intelligent Systems系列火焰之纹章的跨界作品。

### 跨媒体
系列多款游戏已改编为动漫。《女神异闻录3》有四部剧场版电影，外加一部非正典动画连续剧《女神异闻录 ～三位一体之魂～》。《女神异闻录4》有两部改编作品：改编自原版的《女神异闻录4 动画》，以及改编自PlayStation Vita强化移植游戏的《女神异闻录4 黄金版 动画》。《恶魔召唤者》有一部真人电视剧，在1997至1998年间播映。《恶魔幸存者2》有一部同名改编动画，《恶魔之子》有两部改编动画。多款真·女神转生和女神异闻录作品改编为漫画和CD广播剧。女神异闻录还有活动人偶等周边产品。

## 共通元素
系列大多数游戏没有情节关系，不过一些元素是共通的。系列舞台多设定于当代都市，其中又以现代东京为主。开发者原是想和当时的奇幻作品差别化，如当时在游戏中，出现的东京多是古东京，现代东京很鲜见。《真·女神转生II》是早期作品中较特别的一款，虽设定于科幻风的未来，却仍融入了幻想元素。近期比较例外的作品是《奇幻之旅》和《真·女神转生IV》，前者讲述在南极洲发生的全球威胁，后者中的东京的社会风俗设定为中世纪而非现代。
系列标题中的“转生”是指代，束缚诸多女神转生故事的轮回圈。标题里转生女神则一语双关，既指各游戏中视作女神角色，又指涉游戏中激变的世界。游戏故事和系统亦体现了转生的理念。

### 玩法
系列系统以高难度而闻名，部分机制在多年中延续了下来。玩家可将怪物编入参战队伍，还可将两只不同怪物融合，得到强力的新怪物。这套关键要素早在《女神转生》就已出现，后来的女神异闻录也有类似系统。进攻式回合系统是系列的标志系统，首度出现于《真·女神转生III》。在这套回合制战斗系统中，玩家或敌人若击中对方弱点，就能会获得1轮奖励回合。多款游戏都有月相或类似系统，敌人行为会月相的改变而改变。
女神转生前两作和续作界面差异明显：《女神转生》采用第一人称3D视角，《女神转生II》战斗为第一人称3D，地图界面为俯视2D。开发者不希望玩家迷失于巨大3D迷宫，故改用2D地图。直到《真·女神转生III》发行前，女神转生作品都沿用2D第一人称视角。《真·女神转生III》制作时，日本出现“3D眩晕症”——玩家游玩第一人称射击时，会有近似晕车的感觉——开发者希望玩家能专注游戏，故改用第三人视角。之后的《奇幻之旅》改回第一人称视角，而《IV》在战斗画面为第一人称，场景地图为第三人称3D。

### 情节与主题
女神转生系列着重描写神魔侵入凡人世界，不过真·女神转生和女神异闻录两大系列侧重不同：前者着重描写主角获得力量，拯救由专制的神统治的世界，后者集中于人际关系和人类心理。真·女神转生作品主角多为男性，虽然领队性别为女、或由玩家决定并非不可，但开发者认为男性角色更适合系列。系列采用过諾斯底主義、各地神话、基督教和佛教等宗教、早期科幻、分析心理学和原型教育学、神秘学、龐克，以及赛博朋克中的元素。游戏用哲学概念，将科幻与奇幻结合统一，同时实现很难共存概念与美学。
在真·女神转生的核心作品中，常有和专制之神抗争的情节。有些作品以过场动画和语音叙事（女神异闻录、数位恶魔传说），有些作品则以简约的文字强调氛围（《真·女神转生III》）。按核心真·女神转生游戏的惯例，故事围绕玩家角色一人，而非整支队伍展开。堕天使路西法是一名反神者，在多款游戏中都有登场，游戏以各种方式，将他描绘成无所不能。系列从《女神转生II》起使用取向判断系统，玩家的行动会影响故事走向。《女神转生II》将取向分为“秩序”（神）和“混乱”（路西法）。后续作品中加入了“中立”路线，即玩家要和双方为敌。部分游戏已经设好主题，或是已为主角设定了阵营。有背景故事的《真·女神转生II》聚焦于秩序阵营，而《真·女神转生III》所有角色基本都属于混乱阵营。此举既能让系列多样化，又方便开发团队发挥创作自由。《真·女神转生IV Final》限定于中立阵营，但仍有多重结局。《奇幻之旅》和《真·女神转生IV》采用三分阵营。

## 开发与历史

### 发端
德间书店从1986年起，开始出版西谷史的科幻系列小说《数位恶魔物语》。出版商在跨媒體计划下，于1987年出版改编OVA（原创动画录影带）。德间书店还与日本通讯网络合作，制作了动作角色扮演游戏《數位惡魔物語 女神轉生》，“女神轉生”为小说第一册的副标题。该游戏从1987年7月起，在PC-8801、MSX、X1Turbo和FM-77四个个人电脑平台发行。而Atlus也在红白机平台，以同名开发了一款角色扮演游戏，并由南梦宫（今万代南梦宫）于9月发行。游戏由冈田耕始、鈴木銀一郎及其子铃木一也创立。虽然「女神转生」系小说第一冊副标题，但情节改编自小说第一册和第三册《转生的终焉》。游戏本想尽量纳入原著情节，但此目標就红白机容量而言幾乎無法實現。游戏在日本获得欢迎，为后续的系列化打下基础。系列第二作《數位惡魔物語 女神轉生II》于1990年发行。团队在开发《真·女神转生》时，抱持在超级任天堂上开发公司品牌的态度，逐渐决定以美学和内涵打破当时的游戏现状；但制作人也称《真·女神转生》可说是重制版《女神转生II》。许多早期游戏中都有Atlus员工的客串。女神转生系列主要由Atlus的研发1部开发。系列其他开发商有：Multimedia Intelligence Transfer（最后的圣经系列）、Lancarse （《奇幻之旅》）、Cave（《Imagine》）、Nex娱乐（《Nine》）和Arc System Works（《女神异闻录4 竞技场》）。
2003年前的大多数作品由冈田经营，但在他离开Atlus，自建公司Gaia后，金子一马接任了系列总监。系列主编剧为磯貝正吾和伊藤龍太郎两人。伊藤最早参与的作品是《女神转生II》，他当时除了编写剧本外，还参与游戏调试。磯貝最早编剧的作品是《真·女神转生II》。之后的《if…》再度由伊藤编剧，该游戏和前作大规模的设定不同，只将场景设定在封闭学校。伊藤最后参与的作品是初代《恶魔召唤者》。磯貝除参与《真·女神转生II》和《if…》外，还参与了多款恶魔召唤者游戏、《女神转生III》和《奇幻之旅》。前五款女神转生主篇由增子司配乐。《真·女神转生III》由目黑将司作曲，他在本作中使用了早期为旁系作品创作的乐曲。他后因为女神异闻录配乐而知名。

### 艺术设计
真·女神转生的艺术风格由金子一马确立，女神异闻录的则由副岛成记勾画。金子自初代《女神转生》其就参与系列设计。他为《真·女神转生》创作角色和恶魔的点绘图和宣传画，这也是他在系列中的成名作。他还为游戏提出许多黑暗要素，描绘了系列的最后特征。金子在设计恶魔前，会先查阅所选题材的神话背景，再将之用于设计。金子笔下的许多恶魔设计，都参考了各地神话中的生物神明，或是哥斯拉等流行文化中的怪物。他还参与《真·女神转生II》、《if…》和《III》的设计，并为前三款女神异闻录游戏设计角色。评论称金子的设计“冷酷苦修”，她的原画随着时间推移，变得尽可能贴近游戏渲染。
副岛最早参与的系列作品是初代《恶魔召唤者》，他当时是数位着色团队的一员。他之后在《女神异闻录 Persona》和《灵魂黑客》，担任原画和角色设计的次要职务。在此后的《女神异闻录2》两部曲中，他参与次要角色设计；在前三款真·女神转生的PlayStation移植版中，他参与了核对团队，同时他在《III》中负责了小工作。金子指定副岛为《女神异闻录3》的总设计，希望年轻的制作团队能积累经验。副岛需要改善画风并考虑系列爱好者的期望，故《女神异闻录3》对他很有挑战性。他之后继续设计《女神异闻录3 FES》和《Portable》、《女神异闻录4》，以及《女神异闻录5》。评论认为较之于金子的真·女神转生，副岛的画风色调更为光明。
亦有其他设计师参与系列。《NINE》的开发者希望以新画风展示游戏的原味，故请动画师梅津泰臣设计角色。以超执刀系列闻名土居政之也多次参与系列，其中包括设计《真·女神转生IV》的角色。他按金子的设计，融入星球大战系列的设计元素，让主角服装融合日本和西方时尚。Atlus要求恶魔幸存者扩大用户群并振兴系列，故请安田典生设计角色。《恶魔幸存者2》的部分怪物由漫画家鬼頭莫宏设计。

### 本地化
尽管西方市场是公认的，但女神转生系列推出很久后才在此发行。起初因原因是游戏宗教内容浓重，而西方游戏市场禁忌宗教，任天堂亦对海外作品要求严格。之后大多数作品又因年龄限制，无法在海外推出，使公司在现代游戏市场中地位不利。美国索尼按当时的审查政策，封锁了PlayStation上的早期作品。第一款出西方版的作品是支系动作游戏《杰克兄弟》；第一款角色扮演游戏则是《女神异闻录Persona》。至此北美Atlus有了旗舰PRG系列品牌，可以和最终幻想、幻想水浒传和龙战士竞争。冈田称为方便海外玩家接受，游戏里物种和魔物名称都有过修改。虽然系列可以在海外发行，但本地化的任务繁重。这一是因为人手少，二是要为北美玩家多方面修改游戏，如删除日本文化引用，或将日本角色改为非裔美国人。《女神异闻录2》的首作《罪》因人手短缺，加上第二作《罚》为重点开发对象，而跳过本地化。
《真·女神转生III》是首部在海外推出的真·女神转生游戏。Atlus海外部门在《真·女神转生III》发行时，决定此后都为作品冠上“真·女神转生”名号，便于以女神转生品牌打开销路。虽然许多游戏的原名不带女神转生，但Atlus最终决定，系列美版游戏一律加上主标题真·女神转生。而在此之前，系列作品的翻译标题采用“Revelations”，如《Persona》和《最后的圣经》。此外英文标题亦因雅观原因而修改，如日版标题“葛葉雷道 對 超力兵團”直译英语显得可笑，故修改为“Raidou Kuzunoha vs. The Soulless Army”（葛葉雷道 对 无魂兵团）。系列到《奇妙之旅》开发时，已在海外有相当名气，故开发团队已经决定好了制作海外版：一是游戏设定在南极而非现代日本，二是作品标题没有代数编号。公司从《真·女神转生IV》起，决定在北美、大陆和亚洲大力推广游戏。Atlus只在日本和北美发行女神转生，而因在欧洲部门，故交给Ghostlight和美国日本一软件等第三方厂商发行。Atlus有时在欧洲发行数位版作品。
在中文市场，2021年前《女神转生》系列并没有发售过中文化的《真·女神转生》系列作品。第一款中文化的游戏是在2012年发售的《女神异闻录4》在PlyStation Vita上的资料片《女神异闻录4 黄金版》，该作是Atlus的首部中文化的游戏作品。游戏由索尼台北中文化中心负责进行中文化，翻译的文本达到约220万字，是该中心译制的文本中字數最高的游戏。在获得正面反响后，Atlus在2016年12月宣布《女神异闻录5》将于2017年发售繁体中文版；而中文版的发售时间早于欧美地区。《女神异闻录5》的中文本地化工作由世嘉台湾本地化团队完成，这也该团队成立后的首个中文化游戏。

## 评价
女神转生系列流行全世界之前，在日本已經是大型的遊戲系列，在2003年时累計销量就已超过400万份。截至2017年10月全系列的全球累計销量達1,570万套，其中女神转生系列720万套，外傳女神异闻录系列850万套。系列歷經分支和衍生，已經成為Atlus旗下最畅销也最主要的系列作。截至2020年女神异闻录系列累計销量達1300万套，帶動全系列累計销量超過2000萬套。截至2021年，除女神异闻录系列外，女神转生系列的銷量（含免費遊玩遊戲的下載量）合計已達1770万份。
日本网站4Gamer.net称女神转生系列为日本最大型的角色扮演系列之一。UGO网络编辑K·托尔·詹森称，初代《女神转生》最早成功將赛博朋克美学應用到电子游戏之中，系列将科幻元素与神秘学结合，“营造出真正意义上独特的虚构赛博朋克世界”。《任天堂力量》称Atlus在制作系列游戏时，总是将“熟悉的玩法”和新奇的设定结合起来，例如《女神异闻录》就是一個完美的例子，既有“当代恐怖故事”又有“日本高中生團體”。该编辑还称，擁有类似設計的《奇妙之旅》是“科幻的革新”。1UP.com在一篇有关日本和西方游戏文化互相影响的文章中，提到了真·女神转生子系列和日本一软件的魔界戰記系列，作者库尔特·卡拉塔称，“[它们]雖然並非熱銷大作，但却获得了另一種形式的成功，吸引了以千计的忠实粉丝”。GameSpot编辑安德鲁·维斯塔将系列評为日本第三大RPG系列，仅次于最终幻想和勇者斗恶龙。IGN的马特·科尔曼在“主机RPG历史”一文中稱，《真·女神转生III》以新的內容挑战了曾經充斥“救公主、灭邪恶”的角色扮演門類。
在《Fami通》2006年的“史上100大最喜爱游戏”读者票选中，《数位恶魔物语 女神转生II》和《真·女神转生》入选，分別获第58和59名。在RPGFan的“過去20年的20大RPG”名单中，前两位为《数位恶魔传说》和《女神异闻录3》，《女神异闻录4》則名列第四。Gamasutra評論員卡拉塔称，《真·女神转生III》是20款必玩角色扮演遊戲之一。GameTrailers称以《真·女神转生IV》爲代表的「乘勝追擊」（Press Turn）系统是迄今最佳的JRPG战斗系统之一。
在赞扬之外，系列在日本及海外也同时收到争议。爭議之处包括與恶魔交涉的机制、對自杀与自相残杀的描写、宗教批判、對基督教与神秘意象的结合、政治影射、同性恋描写，以及部分奇異的恶魔设计。這些爭議既有針對概念或整體、也有針對某些特定個例。《女神异闻录 Persona》最初發售時就因作品标题含宗教影射而引发关注。在1UP.com辦設的2007年游戏奖中，《女神异闻录3》被授予了“沒有[引發]争议的最具争议游戏”奖，《电子游戏月刊》2008年3月刊报道了该游戏奖并评论称，“Rockstar的热咖啡性丑闻和《惡霸魯尼》的男孩间接吻，在这款PS2角色扮演游戏的「用自殺觸發戰鬥」、或是师生恋的支线情节面前，都算不得什么”。GamesRadar将系列选入“遲早起争议”榜单，称系列之所以沒有引起爭議，是因为其比其他有类似内容的遊戲系列更爲小众 。卡拉塔在另一篇1UP.com報道中稱，这类争议内容最早可以追溯到《数位恶魔物语》小说，早在小说中就有對恶魔犯下暴力、強姦的罪行的描写，他称“这类暴力在日本动画界不算罕见，但在《女神转生II》中却更令人不安”。